# JSON Web Token
JSON Web Token (spesso abbreviato in JWT) è uno standard web per lo scambio di dati definito dalla RFC 7519 proposto nel 2015. Un token JWT è composto da 3 sezioni: l'header, che contiene i dati relativi al tipo di algoritmo usato per la codifica, il payload, che contiene i dati in formato JSON codificati e una signature (firma) che garantisce la veridicità del token.

## Struttura
Come accennato prima, un token JWT è composto da 3 sezioni

### Intestazione
Dall'inglese header, l'intestazione contiene un oggetto rappresentato con JSON e codificato in base64 che segue lo schema seguente:
```
{

  
"alg"
:
 
"HS256"
,

  
"typ"
:
 
"JWT"

}

```

La proprietà alg indica quale algoritmo è stato usato per generare la firma, la proprietà typ indica, invece, il tipo del token, in questo caso sarà sempre 'JWT'

### Payload
Il payload contiene i dati chiamati claims, esistono 7 claims registrati e sono i seguenti:
- iss: sta per issuer, dall'inglese emittente, ovvero specifica chi ha emesso il token, è solito specificare l'hostname.
- sub: è solito indicare con sub il soggetto che può essere un utente.
- aud: l'audience, ovvero il pubblico, indica a chi è rivolto il token.
- exp: con exp si indica la data di scadenza del token.
- nbf: viene indicata la data in cui il token inizierà a valere.
- iat: indica la data di creazione del token.
- jti: viene utilizzato per identificare il token univocamente.

Oltre a questi 7 claims è possibile aggiungere altre proprietà in base all'uso del token.
Come l'intestazione, il payload è un oggetto JSON codificato in base64.

### Firma
Serve per confermare la veridicità del token. Viene generata codificando, con l'algoritmo specificato dall'intestazione, l'intestazione già codificata in base64 concatenata con un punto . concatenato con il payload anch'esso già codificato in base64.